# Segundo Informe de Crédito Público
El Segundo Informe sobre el Crédito Público, también conocido como el Informe sobre un Banco Nacional, fue el segundo de cuatro influyentes informes sobre la política fiscal y económica entregados al Congreso de los Estados Unidos por el Secretario del Tesoro de los Estados Unidos, Alexander Hamilton. Presentado el 14 de diciembre de 1790, el informe pedía el establecimiento de un banco central con el principal objetivo de expandir el flujo monetario, monetizando la deuda pública mediante la emisión de Papel moneda a nivel federal.
Siguiendo el modelo del Banco de Inglaterra, una institución privada pero financiada con fondos públicos, también serviría para procesar las tasas de ingresos y realizar tareas fiscales para el gobierno federal. Hamilton consideró al banco como indispensable para producir un sistema financiero estable y flexible.
La facilidad con la que los federalistas avanzaron en la legislación para incorporar el banco se tradujo en una oposición hostil al naciente nacionalismo económico de Hamilton. Recurriendo a argumentos constitucionales, el representante por Virginia, James Madison, desafió la amplia autoridad del Congreso para otorgar estatutos de incorporación en virtud de la cláusula necesaria y adecuada de la Constitución de los Estados Unidos y acusó a Hamilton de violar el texto constitucional.
A pesar de las objeciones de Madison, la Ley Bancaria de 1791, redactada para formar el Primer Banco de los Estados Unidos, fue aprobada sin enmiendas en la Cámara de Representantes de los Estados Unidos con una votación de 39 a 20 el 8 de febrero de 1791. El banco fue dotado de una carta de 20 años.